# Ameinias (mythologie)
Pour les articles homonymes, voir Ameinias.

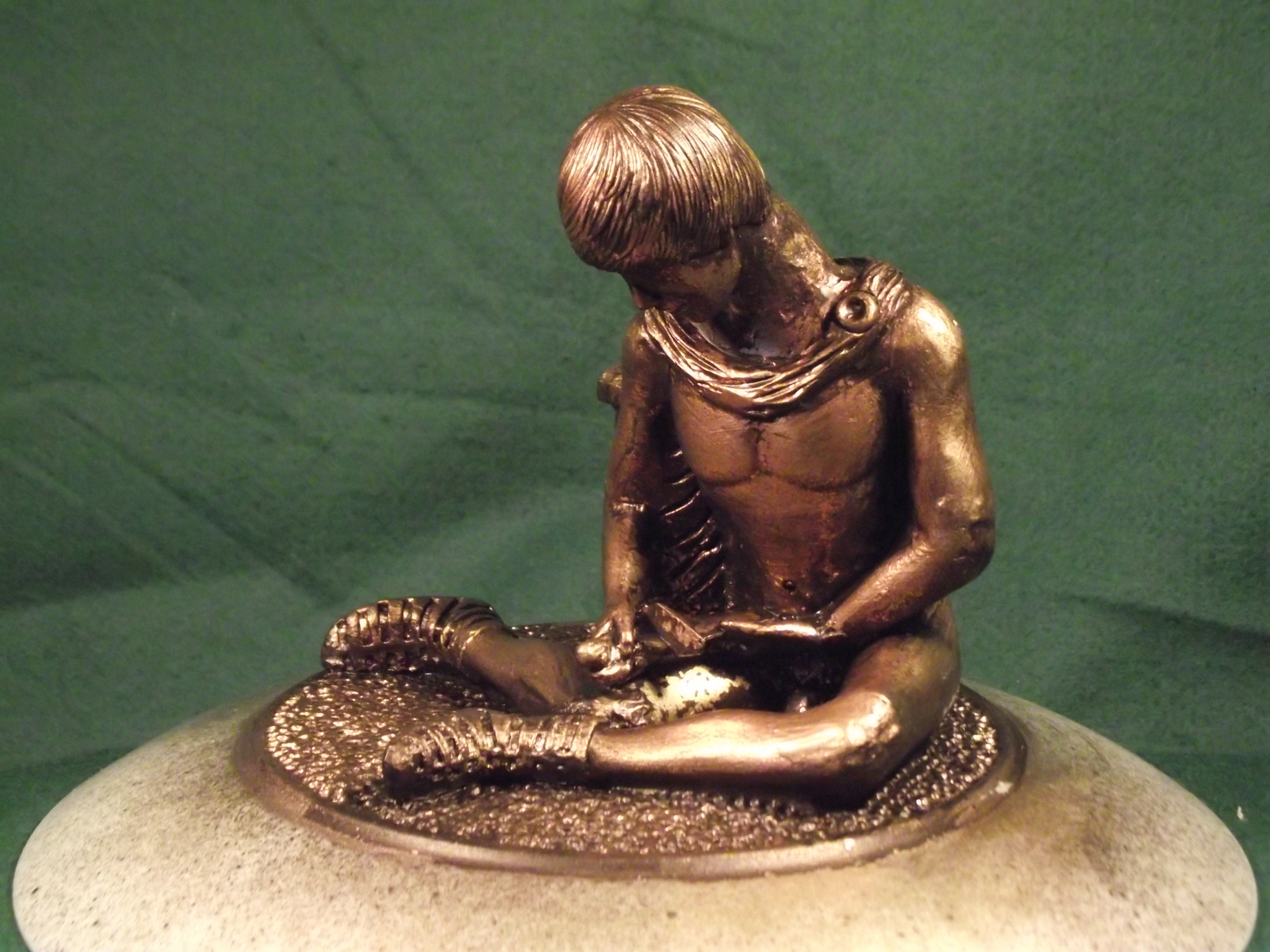
Aminias, sculpture de Malcolm Lidbury, 2016.

Dans la mythologie grecque, Ameinias ou Aminias (en grec ancien Ἀμεινίας / Ameinías) est un jeune homme éconduit par Narcisse.

## Étymologie
En grec ancien, le nom d'Ameinias est Ἀμεινίας / Ameinías. Il s'agit d'un prénom assez courant, qui signifie « meilleur », dérivé du comparatif ἀμείνων / ameínōn.

## Mythe

### Récit
Le personnage d'Ameinias apparait dans la version béotienne du mythe de Narcisse. Celle-ci n'est connue qu'à travers le résumé des Narrations de Conon,.
Ameinias est un jeune homme amoureux de Narcisse, jeune et beau thespien. Cependant, Narcisse repousse les avances de ses prétendants et notamment celle du jeune homme, en lui offrant une épée. Ameinias utilise celle-ci pour se suicider, tout en invoquant Éros, le dieu de l'amour, afin qu'il le venge. Le dieu insuffle chez Narcisse du désir pour son reflet, qu'il voit dans une source : face à cet amour impossible et à la culpabilité de la mort d'Ameinias, Narcisse se suicide à son tour, son sang donnant naissance à la narcisse. Les Thespiens auraient alors mis en place un culte en l'honneur d'Éros.

### Comparaisons

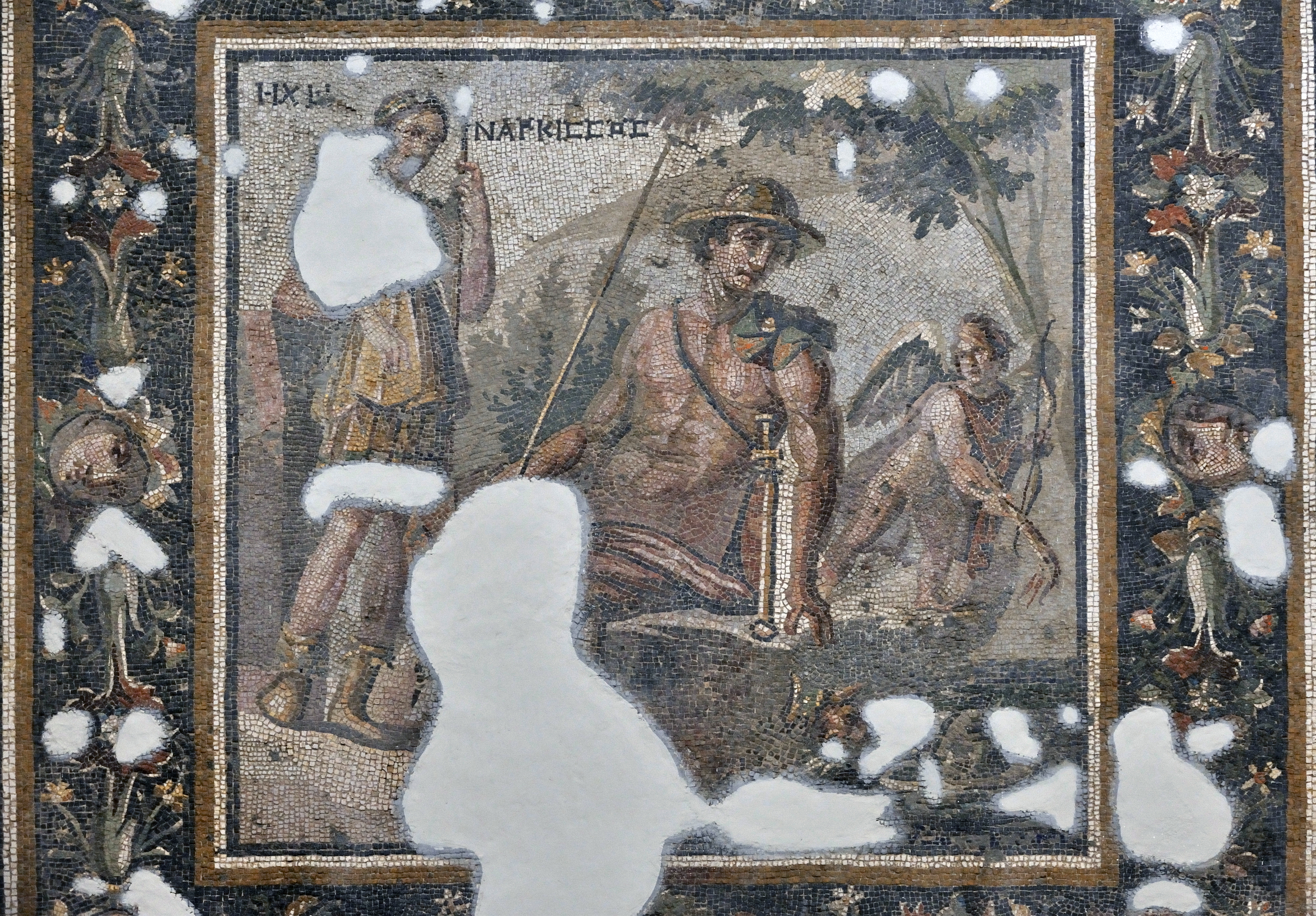
Narcisse et Écho, mosaïque romaine du IIIe siècle découverte à Harbiye et conservée au.

L'histoire rapportée par Conon semble dérivée d'un récit local plus simple, notamment une version donnée par Pausanias, qui ne décrit pas la cause de l'amour de Narcisse pour son reflet et ne mentionne donc pas Ameinias. Pausanias propose néanmoins une autre version du mythe, où Narcisse tombe amoureux de sa sœur jumelle qu'il reconnait dans son reflet.
Une source commune, sans doute poétique, semblent avoir aussi bien inspirée Conon qu'Ovide, dans la version contée dans les Métamorphoses, bien que l'auteur latin semble pousser plus loin l'aspect autoérotique et transgressif de l'amour de Narcisse pour son reflet. Le schéma narratif reste cependant le même : Narcisse, qui éconduit ses prétendants, en repousse un en particulier (Ameinias ou Écho), qui périt tout en invoquant une divinité (Éros ou Némésis) qui châtie le jeune homme en le rendant amoureux de son reflet, le poussant à la mort. 
Ce même schéma se retrouve dans d'autres mythes, notamment un rapporté par Pausanias : dans celui-ci, Mélès (de) pousse au suicide son prétendant Timagoras (d) mais, sous l'action du dieu ailé de l'amour réciproque Antéros, il est pris de remords et se tue à son tour. 

## Représentations

### Antiquité
Un relief en terre cuite romain, daté du IIe ou du IIIe siècle et conservé au musée rhénan de Trèves, a été anciennement identifié comme Ameinias, mais il s'agit sans doute plutôt de Narcisse qui s'admire lui-même.

### Époque contemporaine
Dans la série d'animation de la BBC Telling Tales, un épisode reprend le mythe de Narcisse dans un contexte contemporain, où Ameinias est simplement son ami.
En 2016, le sculpteur britannique Malcolm Lidbury représente Ameinias dans une série de portraits de personnages réputés, justement ou injustement, comme homosexuels.

### Sources primaires
1. ↑  Pausanias, Description de la Grèce [détail des éditions] [lire en ligne], IX, 31, 7.
2. ↑  Pausanias, Description de la Grèce [détail des éditions] [lire en ligne], IX, 31, 8.
3. ↑  Ovide, Métamorphoses [détail des éditions] [lire en ligne], III, 339-510.
4. ↑  Pausanias, Description de la Grèce [détail des éditions] [lire en ligne], I, 30, 1.

### Sources antiques
- Conon, Narrations [détail des éditions] [lire en ligne], 24.

#### Dictionnaires et encyclopédies
- (it) Ezio Pellizer et al., Dizionario Etimologico della Mitologia Greca, 2013, 367 p. (lire en ligne), « Aminia », p. 25.
- (de) Heinrich Wilhelm Stoll, « Ameinias », dans Wilhelm Heinrich Roscher, Ausführliches Lexikon der griechischen und römischen Mythologie, vol. I-1, Leipzig, Teubner-Verlag, 1886 (lire sur Wikisource), col. 283.
- (de) Karl Tümpel, « Ameinias 2 », dans Realencyclopädie der classischen Altertumswissenschaft, vol. I-2, Stuttgart, Metzler, 1894 (lire sur Wikisource), col. 1818.

#### Études
- (de) Bernd Manuwald, « Narcissus bei Konon und Ovid », Hermes, vol. 103, no 3,‎ 1975, p. 349-372 (lire en ligne, consulté le 27 juin 2025).
- (en) Ezio Pellizer (trad. Diana Crampton), « Reflections, Echoes and Amorous Reciprocity: On Reading the Narcissus Story », dans Jan N. Bremmer, Interpretations of Greek Mythology, Londres, Routledge, 1988, 294 p. (ISBN 0-415-03451-5), p. 107-120.